# Pénélope d'Orton
Penelope ortoni
Espèce
Statut de conservation UICN

 EN A2cd+3cd+4cd : En danger
La Pénélope d'Orton (Penelope ortoni) est une espèce d'oiseau de la famille des Cracidae.

## Description
Elle mesure entre 58 et 66 cm de longueur. Le plumage est brun foncé sur le dos et la huppe, brun grisâtre sur la tête et le cou, avec de fines bandes sur la poitrine. Elle a une gorge rouge nue, de larges cernes péri-oculaires bleus, un bec ivoire et des pattes rouges.

## Répartition
On la trouve dans les forêts tropicales humides de la côte du Pacifique et la Cordillère Occidentale dans l'ouest de la Colombie et l'Équateur, entre 100 et 1 550 mètres d'altitude.